# Hammerwerk Gumpenhof

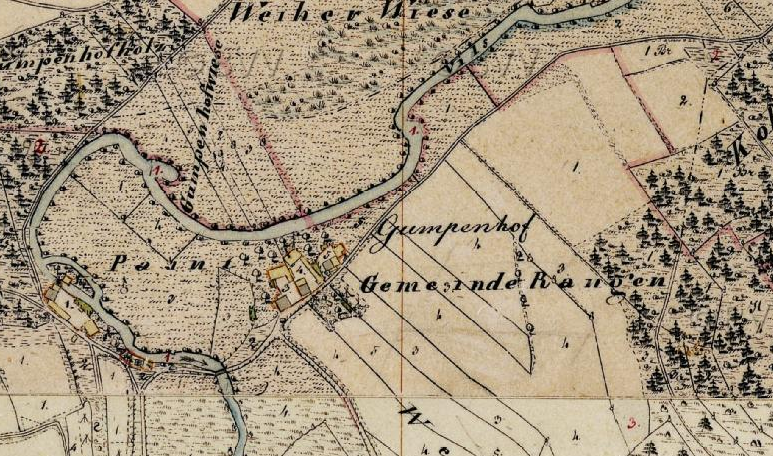
Lageplan von Gumpenhof auf dem Urkataster von Bayern

Das abgegangene Hammerwerk Gumpenhof befand sich in dem gleichnamigen Ortsteil Gumpenhof (Vilseck) der Oberpfälzer Stadt Vilseck im heutigen Landkreis Amberg-Sulzbach. Gumpenhof liegt heute zwischen Hahnbach und Vilseck am orographisch linken Ufer der Vils. Das Werk lag in einer heute nicht mehr bestehenden Flussschlaufe, die im Zuge des Eisenbahnbaus in den 1870er Jahren begradigt worden ist.

## Geschichte
Für das Hammerwerk wurde von Pfalzgraf Ruprecht II. 1399 ein Hammerbrief für den Nürnberger Bürger Dietrich Hegner und seine Hausfrau ausgestellt. Dieser besaß bereits den Hammer von Bruck an der Vils (sog. Bruckhammer bei Schlicht) und wird auch als Hammerwerksbesitzer in der Oberpfälzer Hammereinigung genannt. Andere Mitglieder der Familie Hegner sind ebenfalls als Hammerwerksbesitzer genannt, so Hans Hegner, dem der Hammer zu Altenweiher, zu Altneuhaus und zu Neuhaus an der Pegnitz gehörte. Einer seiner Söhne, Endres Hegner, war um 1550 herum Besitzer des Bergwerks am Kueperg. Die Hegners waren mit anderen bedeutenden Hammerfamilien verschwägert, so etwa mit den Kastners, und gehörten zu den politisch einflussreichen Geschlechtern dieser Region. 
In dem Hammerbrief wird das Eigentum an den Hammer- und Mühlgebäuden übertragen (es kann deshalb vermutet werden, dass es bereits frühere Besitzer gab, welche die Gebäude errichtet hatten), ebenso das Recht zur Entnahme der für den Betrieb notwendigen Betriebsmittel als dem pfälzgräflichen Besitz und die niedere Gerichtsbarkeit, die er hauptsächlich gegenüber den Schmiedleuten ausüben konnte. Gegen die jährlichen Abgaben wird das Werk dem Schutz des Landesherrn unterstellt. 
In den Amberger Wasserschaubüchern werden 1567 noch Bestimmungen hinsichtlich des Wasserstandes des Vils genannt, wenn nicht geschmiedet oder gemahlen wird. Bei der Wasserschau am 29. Mai 1571 wird festgestellt, dass der Hammer abgehen will, dem Inhaber wird aber das zum Mahlen notwendige Quantum an Wasser gelassen. Im Wasserschaubuch von 1579 wird der Hammer als nicht mehr bestehend gemeldet.

## Gumpenhof heute
Die Mühle zu Gumpenhof hatte bis in die 1880er Jahre Bestand. Das Mühlengebäude ist dann um 1880 abgebrannt und wurde nicht mehr aufgebaut. Einzelne Überreste des ehemaligen Betriebes (Stauanlage, Wassergräben, Dammaufschüttungen) sind noch zu erkennen.